# Roque Máspoli
Artikeln följer den spanska namnseden; faderns efternamn är Máspoli och moderns efternamn Arbelvide.
Roque Gastón Máspoli Arbelvide, född 12 oktober, 1917 i Montevideo, död 22 februari, 2004 i Montevideo, var en uruguayansk fotbollsmålvakt och tränare. Han är mest känd för sitt deltagande av Maracanazo (sista matchen vid VM 1950).
Efter spelarkarriären sadlade Máspoli om till tränare och förbundskapten (för Uruguay och Ecuador). Han var tränare för Peñarol vid fem tillfällen och lyckades bland annat vinna den inhemska ligan fem gånger, Copa Libertadores (1966) och Interkontinentala cupen (1966).